# Veliki komet iz leta 442
Véliki komet iz leta 442 (oznaka C/442 V1) je komet, ki so ga opazili 10. novembra leta 442 .
Nazadnje so ga videli 18. februarja leta 443.
Opazovali so ga lahko 100 dni. Njegova tirnica je bila parabolična, njen naklon pa 106°. Prisončje se je nahajalo na oddaljenosti 1,53 a.e. od Sonca.  Skozi prisončje je letel 25. decembra 442 .